# Grifin iz Pise
Grifin iz Pise je velika bronasta skulptura grifina, mitske zveri, ki jo kljub islamskemu poreklu, natančneje iz Al Andaluza v 11. stoletju (islamske Španije) hranijo v Pisi v Italiji že od srednjega veka. Grifin iz Pise je največja znana srednjeveška islamska kovinska skulptura, visoka je 1,07 m. Opisan je bil kot »najbolj znan, pa tudi najlepši in monumentalen primer« tradicije zoomorfnega brona v islamski umetnosti. Grifin je zdaj v Museo dell'Opera del Duomo (Muzej stolnice) v Pisi. Grifin se sprva zdi zgodovinska anomalija glede na njegov nedosegljiv izvor in številne možne uporabe, vključno z fontano ali glasbilom. Njegov možni izvor pa je mogoče približati s primerjavo s podobnimi skulpturami tistega časa, in sicer živalskimi skulpturami in fontanami al-andaluzijskih palačnih kompleksov. Poleg tega ima lahko grifin podoben način gradnje in s tem tudi izvor kot al-andaluzijske fontane, ki temeljijo na kovinski vsebnosti bronaste zlitine.

## Opis
Grifin ima glavo orla, ušesa konja, petelinji greben, krila in telo leva in drugih sesalcev ude in prste na tacah. Njegove dimenzije so 107 cm X 87 cm X 43 cm. Kip je izdelan iz litega brona (t.i. bakrove zlitine). Njegova krila so ločena in jih držijo zakovice. V notranjosti je večinoma votel. Okoli prsi in bokov zveri je vgraviran okras, vključno z arabskim napisom s kufskimi črkami, ki pravi: »Popoln blagoslov, popolno dobro počutje, popolno veselje, večni mir in popolno zdravje ter sreča in sreča (?) za lastnika.« Krila so okrašena s stiliziranim perjem, prsni koš s prekrivajočimi se polkrožnimi luskami, hrbet pa z vzorcem navadnih krogov, zaprtih v dva obroča na teksturiranem ozadju. Na vrhu vsake tace je bolj dovršena, obrnjena kapljasta cona ali kartuša, kjer žival obdajajo arabeske. Levi so upodobljeni na vsaki sprednji taci. Na vsaki zadnji strani so upodobljene ptice, verjetno orli.
V notranjost kipa so tri odprtine, ki vsebujejo okovje po različnih interpretacijah, opisanih spodaj. V ustih so odprtine, zadaj – morda za manjkajoči rep – in večja pod trebuhom. V notranjosti je »kroglasta 'skodelica' iz brona, odprta proti trebuhu in na hrbtni strani spajkana s finim kosom iste kovine.«
- Grifin v Pisi v kapitlju stolnice v Pisi, 2014
- Pogled na grifina z zadnje strani
- Detajl glave grifina
- Detajl ornamenta na sprednji nogi grifina v Pisi
- Detajl kufskega napisa na grifinu v Pisi

## Uporaba in zgodovina

### Glava vodnjaka
Grifin je največji v skupini preživelih islamskih bronastih živali, od katerih je večina veliko manjših in so delovale kot akvamanili in kadilnice (spodnje slike), katerih izvor sega v predislamske sasanidske posode. Veliko manjša skupina srednje velikih del ki jih je več in so bile očitno fontane, verjetno prvotno razporejene v okrogle skupine, obrnjene navzven, podobno kot slavni kamniti levi (slika spodaj) v Alhambri v Granadi. Med skupino neprenosnih zgodnjih islamskih bronastih živali sta bili dve jasno narejeni kot fontani: lev, morda s Sicilije in precej pozneje, in košuta iz 10. stoletja iz Cordobe. Slednja skulptura košute naj bi bila spremljevalka jelena iz Cordobe, najbolj znanega v skupini po grifinu iz Pise. Ta zadnji kip je visok 61,6 cm, čeprav brez rogovja, ki naj bi ga prvotno imel in sega približno v leto 950–1000. Hranijo ga v Museo Arqueológico Provincial de Cordoba in je bil najden v ruševinah velike mestne palače Madinat Al-Zahra zunaj Cordobe. Drugačna zadnja fontana, najdena v Medina Azahara (Madinat Al- Zahra) je v Narodnem arheološkem muzeju Španije v Madridu (slika spodaj). Zgodovinar iz 16. stoletja Al-Maqqari je zapisal, da so bili »...marmorni bazeni z dovršenimi izlivi v palači Madinat al-Zahra, ki so jih krasile različne živalske glave. Eno od teh je bilo obkroženo z dvanajstimi zlatimi živalskimi skulpturami, ki so bruhale vodo iz ust.« Manjša dela so še Kasselski lev, ki ga je podpisal Abd Allah Mattial iz 10. ali 11. stoletja (Muzej Kassel) in Monzonski lev (slika spodaj) v Louvru.
Domnevajo, da je bil grifin morda postavljen kot vodnjak, iz ust katerega je pritekala voda. Vendar pa so to teorijo pred kratkim postavili pod vprašaj nekateri zgodovinarji, ker grifin ne vsebuje nobenih ostankov hidravličnega sistema, potrebnega za potiskanje vode skozi usta.
- Perzijski akvamanile - vrč s kartušo nad nogo, c. 1100, uvoženo v Evropo
- Perzijska kadilnica, 11.–12. stoletje
- Levji vodnjak na dvorišču levov v Alhambri, 14. stoletje
- Vodnjak iz 10. stoletja v obliki košute iz Madinat Al-Zahra v Madridu. 32,3 cm visok
- Monzonski lev, vodnjak, 12.-13. stoletje, zdaj v Louvru

### Glasbeni instrument
Novejša teorija, ki temelji na ostankih njegovih notranjih značilnosti, pravi, da sta bila tako grifin kot manjši lev v Metropolitan Museum of Art v New Yorku zasnovana tako, da oddajata hrup iz ust, kot nekakšna mehanska igrača, znana za užitek na islamskih dvorih. Notranjost grifina je votla, razen manjše posode v obliki sklede, ki je na hrbtni strani. Njegova votla notranjost in kovinska zunanjost, skupaj s to notranjo posodo, bi grifina lahko naredila resonančnega. Poleg tega so ga postavili na vrh stolnice v Pisi, kar bi omogočilo, da veter piha skozi strukturo in proizvaja različne glasbene zvoke. Po pisnih zgodovinskih poročilih Al-Hamadanija in Yaquta je imela palača Ghumdan v San'i tudi velike medeninaste kipe levov, ki so oddajali zvok »rjovenja divje zveri«, ko je veter pihal skozi levo stran in ven skozi usta. Poleg tega se domneva, da je bil mehanizem, s katerim je grifin verjetno proizvajal zvok, podoben dudam. Notranja posoda v obliki sklede bi podpirala zračno blazino in hkrati vzdrževala tlak. V bližini ust grifina je bil nameščen trs, ki bi omogočala, da bi se veter premikal z zadnje strani, skozi notranjo posodo in zračno blazino, mimo trstike in iz ust. To bi zahtevalo trdno tesnilo med zračno blazino, trstjem in cevjo, ki vodi do grifonivih ust, vse v trupu. Tako ta teorija ponuja tudi razlago za napačno vlivanje grifina, ker notranja instrumentalna struktura ne bi zahtevala nerazpokane zunanje strukture za ustvarjanje zvoka.

### Originalni islamski kontekst
Lociranje območja, kjer je bil grifin narejen, je bilo predmet precejšnje razprave v zvezi z regijami Al Andaluz, Egipt, Sicilija, Severna Afrika in drugimi kraji, predlaganimi na različnih točkah. Razprave se osredotočajo na skupino takšnih ali drugačnih bronastih predmetov, za katere se pogosto domneva, da so bili izdelani na istem območju. Al Andaluz ostaja najbolj priljubljena izbira, vendar sta možni izvorni lokaciji tudi južna Italija ali Sicilija. Vendar se zdi, da je Egipt večinoma izpadel iz debate.
Robert Hillenbrand namiguje, da je na fantastično naravo grifina in drugih kipov živali vplivalo prepričanje, da je manj verjetno, da bodo takšne mitske zveri obravnavane kot malikovalske kot realistične živalske oblike. Vse predstavitve živali v verskem kontekstu so bile v nasprotju s strogimi interpretacijami islama. Tridimenzionalne predstavitve, zlasti velike skulpture, kot so te, so bile še posebej verjetno obtožene, da se izogibajo malikovalstvu in so bile zato redke v verski islamski umetnosti. V muzeju Ermitaž so akvamanilu krave in teleta, ki ju je napadel lev, kasneje živalim prerezali grla z ostrim žlebom, očitno zato, da bi bilo jasno, da so mrtve. Oleg Grabar namiguje, da bi lahko bila gravirana dekoracija »prevod v cenejši bron« vložkov in emajliranja na zlatih in srebrnih bizantinskih predmetih. Krožni vzorci na hrbtu grifina, kot tudi kartuše na vsaki taci, so izpeljani iz tekstilnih vzorcev.

### Prihod v Piso
Na splošno velja, da je grifin prišel v Piso v nekem trenutku v poznem 11. ali zgodnjem 12. stoletju in je morda bil plen ene od mnogih uspešnih "vojn" ali napadov, ki jih je izvedla Republika Pisa proti islamskim državam. V tem obdobju je bila Pisa na vrhuncu svoje moči kot pomorska republika. Uspešen napad leta 1087 na Mahdijo v sodobni Tuniziji, prestolnici lokalne dinastije Zirid, je eden od kandidatov. Še en močan kandidat je pohod Pisancev proti Saracenom z Balearskih otokov v Španiji med letoma 1113 in 1115. Grifin je bil postavljen na ploščo na vrhu stebra, ki se dviga iz zatrepa nad apsido na vzhodnem koncu stolnice v Pisi, verjetno kot del prvotne gradnje, ki se je začela leta 1064. To je bil zelo viden položaj, čeprav ni mogel biti viden od blizu. Tako je bil njen islamski izvor skozi stoletja pozabljen. Po kasnejših lokalnih legendah naj bi šlo za rimsko skulpturo, lokalno srednjeveško stvaritev, za vojni plen iz leta 1115 ali za čudežno najdbo, ko so izkopali temelje stolnice. Ker je grifin izdelan iz brona, so Pisanci morda potegnili podobnosti med tem kipom in preživelimi bronastimi rimskimi skulpturami, ki spominjajo Pisance na njihovo cesarsko preteklost. Veliko evropsko bronasto ulivanje v tem obdobju je bilo specializirano za fontane in pare vrat, od katerih je v istem muzeju lep romanski par z reliefi.

## Zgodovina gibanja
Leta 1828 so grifina odstranili in postavili v muzej stolnice, replika pa je kasneje nadomestila prvotni položaj. Ko so ga pozorno pogledali, je kufski napis kazal na njegovo islamsko poreklo, čeprav je Murrayjev priročnik za Italijo iz leta 1861 fantaziral, da »čeprav arabski, ni prav tako očitno Mahometanski in je najverjetneje idol ali talisman, ki pripada Druzom, oz. nekaterim drugim plemenom, ki še vedno skrivaj zavračajo doktrine Korana.« Razprava o kraju in datumu njegovega nastanka se nadaljuje vse do danes.
V Pisi se je grifin pridružil drugim trofejnim predmetom prestižnih bronastih skulptur, ki so bile razstavljene v središču meščanskega prostora, kot so (pozneje) Konji svetega Marka in lev na stebru na Piazzetti v Benetkah. Je del verjetno najbolj znanega ansambla romanske arhitekture v Italiji naPiazza dei Miracoli, ki gleda na poševni stolp v Pisi s krstilnico za njim.
V zadnjih letih je grifin potoval na razstave v Berlin leta 1989, Granado, New York leta 1992 in Univerzo Brigham Young v Provo leta 2012.
V sodelovanju z Univerzo v Oxfordu, Univerzo v Pisi, CNR-ISTI v Pisi, Opera della Primaziale Pisana in Istituto Superiore per la Conservazione ed il Restauro je v teku interdisciplinarni projekt Pisa Griffin, sorodnem kovinskem delu in materialni kulturi. Med rezultati projekta bodo natančen digitalni 3D model kipa, pridobljen s 3D skeniranjem, video posnetki, knjiga in razstava.